# Agatocle di Battria
Agatocle Dikaios (in greco antico: Ἀγαθοκλῆς ὁ Δίκαιος?, Agathoklês ho Díkaios; epiteto: "il giusto"; fl. II secolo a.C.) è stato un sovrano greco-battriano/indo-greco, il cui regno si colloca tra il 190 e il 180 a.C.
Potrebbe essere stato figlio di Demetrio e uno dei suoi governatori locali per l'area del Paropamiso. In tal caso egli era anche nipote di Eutidemo, il quale viene menzionato nelle coniazioni di Agatocle con l'epiteto Βασιλεὺς Θεός, Basileus Theos (Dio re).
Agatocle fu contemporaneo o successore di re Pantaleone. Con ogni probabilità egli venne attaccato ed ucciso dall'usurpatore Eucratide, il quale assunse il controllo del regno greco-battriano. Scarne sono le informazioni disponibili sul suo regno, del quale tuttavia rimane una vasta coniazione.

## Coniazioni dinastiche

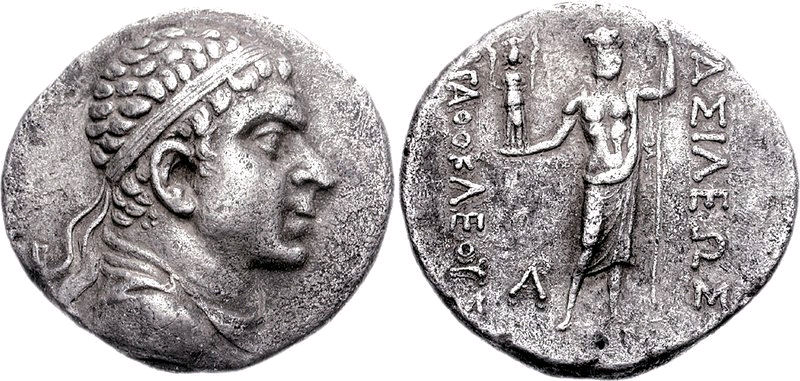
Agatocle raffigurato in età matura.

Agatocle ordinò la produzione di una serie di monete "dinastiche", probabilmente con l'intento di rendere noto il suo lignaggio e ottenere una legittimazione del suo regno. Agatocle rivendica la propria discendenza da Alessandro Magno; un re menzionato con l'appellativo di Antioco Nicatore (probabilmente Antioco III); Diodoto, il fondatore del regno greco-battriano e suo figlio Diodoto II; Eutidemo I; Demetrio I di Battria e Pantaleone. Su queste monete Agatocle viene menzionato con l'epiteto ΔΙΚΑΙΟΥ, "Il giusto".

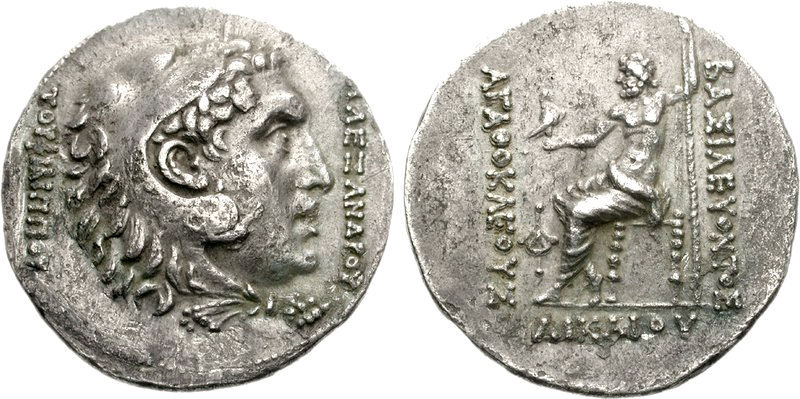
Moneta commemorativa di Agatocle per Alessandro Magno. Dritto – Iscrizione in greco ΑΛΕΞΑΝΔΡΟΥ ΤΟΥ ΦΙΛΙΠΠΟΥ, "Di Alessandro figlio di Filippo". Rovescio – Iscrizione in greco ΒΑΣΙΛΕΥΟΝΤΟΣ ΑΓΑΘΟΚΛΕΟΥΣ ΔΙΚΑΙΟΥ, "Del regno di Agatocle il Giusto".
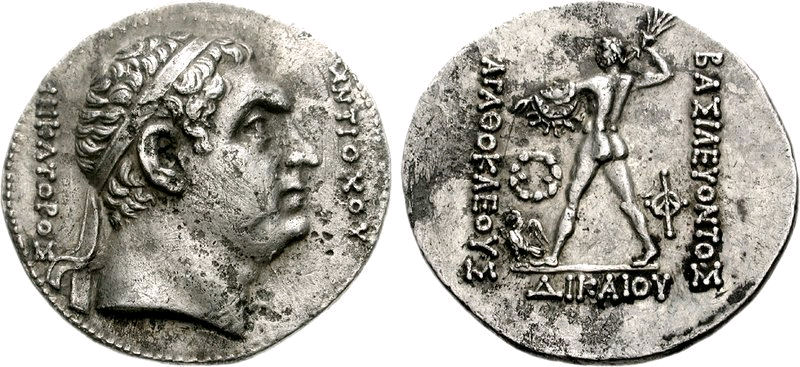
Moneta commemorativa di Agatocle per Diodoto I. Dritto – Iscrizione in greco ΔΙΟΔΟΤΟΥ ΣΩΤΗΡΟΣ, "Di Diodoto Sotere". Rovescio – Iscrizione in greco ΒΑΣΙΛΕΥΟΝΤΟΣ ΑΓΑΘΟΚΛΕΟΥΣ ΔΙΚΑΙΟΥ, "Del regno di Agatocle il Giusto".
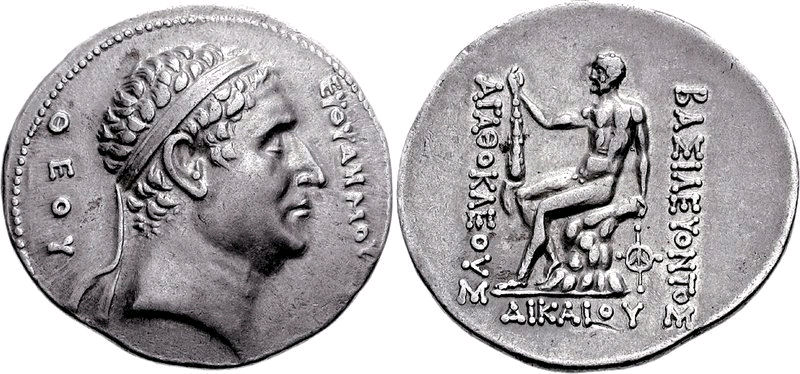
Moneta commemorativa di Agatocle per Eutidemo I. Dritto – Iscrizione in greco ΒΑΣΙΛΕΥΟΝΤΟΣ ΑΓΑΘΟΚΛΕΟΥΣ ΔΙΚΑΙΟΥ, "Del regno di Agatocle il Giusto". Rovescio – Iscrizione in greco ΕΥΘΥΔΗΜΟΥ ΘΕΟΥ, "Eutidemo Dio".
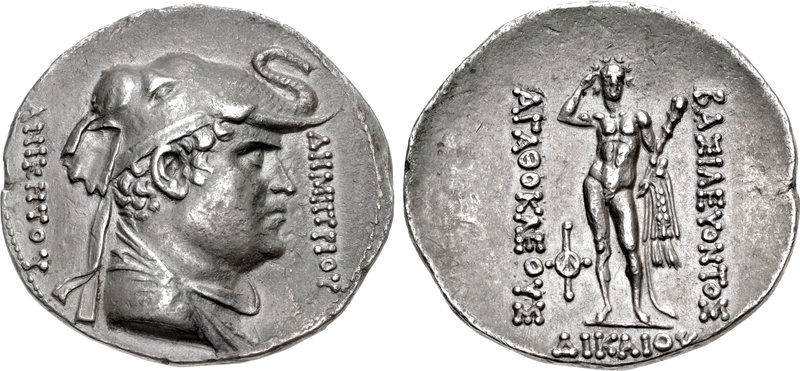
Moneta commemorativa di Agatocle per Demetrio. Dritto – Iscrizione in greco ΒΑΣΙΛΕΥΟΝΤΟΣ ΑΓΑΘΟΚΛΕΟΥΣ ΔΙΚΑΙΟΥ, "Del regno di Agatocle il Giusto". Rovescio – Iscrizione in greco ΔΗΜΗΤΡΙΟΥ ΑΝΙΚΗΤΟΥ, "Demetrio Invitto".
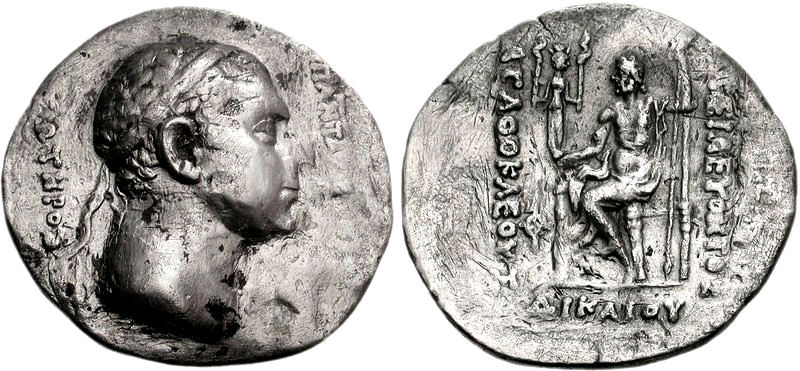
Moneta commemorativa di Agatocle per Pantaleone.

### Dinasta o usurpatore?

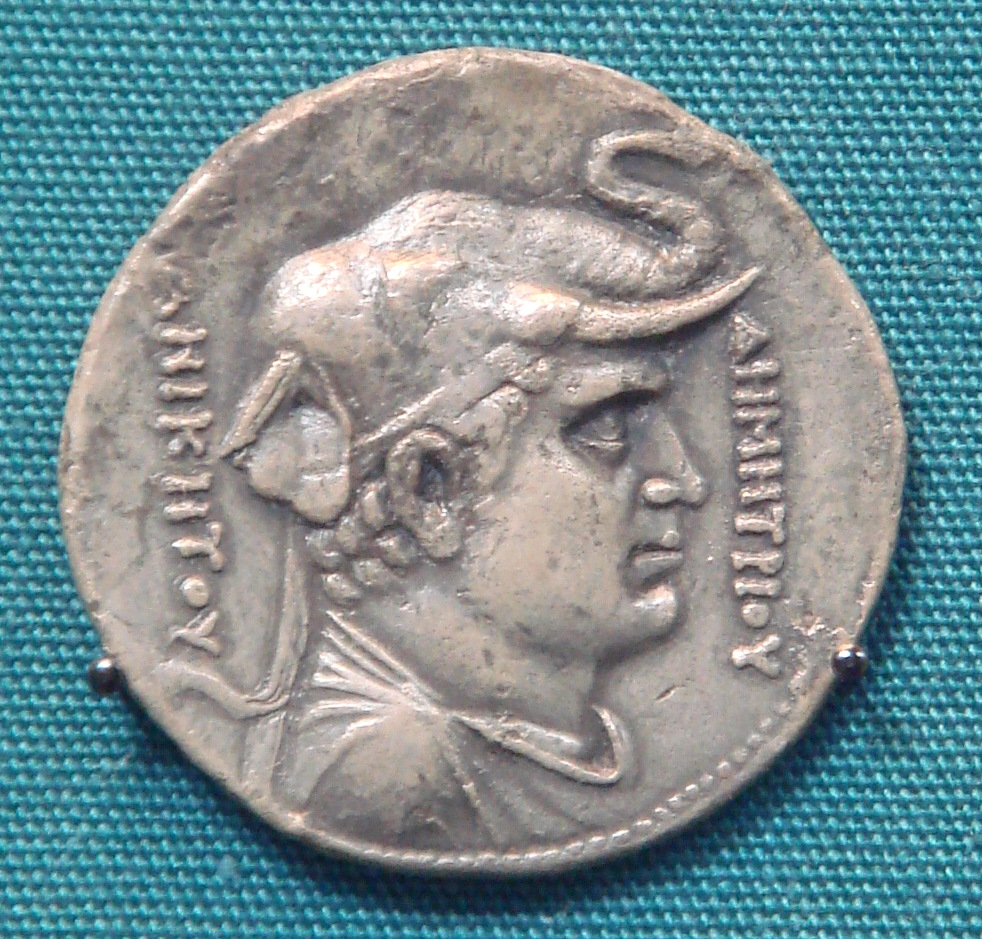
Moneta dinastica di Agatocle con Demetrio I.
Dritto: – Iscrizione in greco ΔΗΜΗΤΡΙΟΥ ΑΝΙΚΗΤΟΥ ("di Demetrio l'invitto".

Le coniazioni dinastiche sono state considerate una prova dell'ascendenza di Agatocle; tuttavia un approccio critico a tale produzione ha evidenziato la contraddittorietà delle rivendicazioni di Agatocle. Non risulta che i re Eutidemidi (Demetrio ed Eutidemo) abbiano avuto con Diodoto legami di parentela; fu peraltro Eutidemo I a rovesciare Diodoto II. I Seleucidi, rappresentati da Antioco III erano nemici degli Eutidemidi, avendo Antioco posto sotto assedio Battra per circa tre anni regnante Eutidemo I. Antioco III si era tuttavia ritirato senza conquiste territoriali e, dopo che Eutidemo I aveva inviato suo figlio Demetrio presso la corte seleucide, ottenne il riconoscimento quale legittimo sovrano in Battria.
Infine, l'associazione ad Alessandro Magno era una consuetudine comune tra gli usurpatori nel mondo ellenistico, laddove troviamo esempi in tal senso nei sovrani pseudo-seleucidi Alessandro Bala e Diodoto Trifone.
In conclusione la monetazione potrebbe essere interpretata quale un elemento a supporto della tesi che vede Agatocle come un usurpatore o come un membro minore della dinastia regnante, desideroso di conferire legittimità alla propria posizione. Vi sono inoltre elementi di similarità tra la monetazione di Agatocle e quella di Pantaleone, rendendo plausibile l'ipotesi che questi fosse con lui imparentato.

## Monete in cupronichel

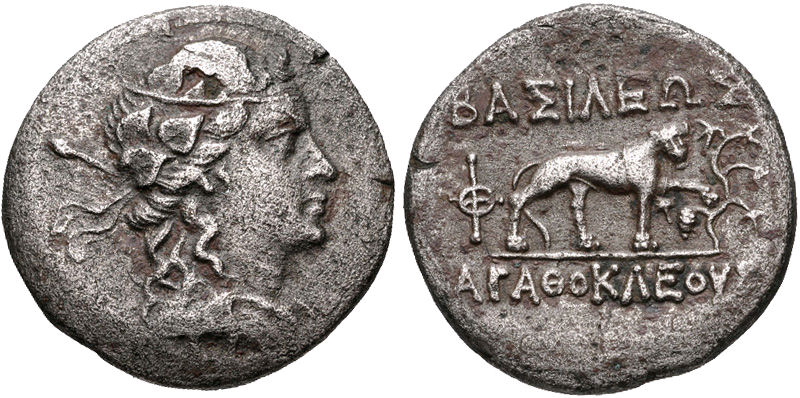
Moneta di Agatocle in nichel raffigurante Dioniso e una pantera con la legenda in greco ΒΑΣΙΛΕΩΣ ΑΓΑΘΟΚΛΕΟΥΣ.

Agatocle e Pantaleone, così come il loro contemporaneo Eutidemo II, si distinguono nel mondo antico per essere stati i primi a produrre monete in cupronichel (in proporzione 75/25), una lega all'epoca nota solo ai cinesi (periodo dei regni combattenti) che la utilizzavano per produrre armi. Queste monete forniscono un indizio sull'esistenza di scambi commerciali tra il regno di Battria e la Cina. Il materiale rame-nichel sarebbe stato utilizzato nuovamente per produrre monete solo nel XIX secolo, negli Stati Uniti.
Queste coniazioni, caratterizzanti monete di piccolo taglio, utilizzavano la figura di Dioniso con il tirso poggiato sulla spalla sinistra e la pantera.

## Coniazioni bilingui

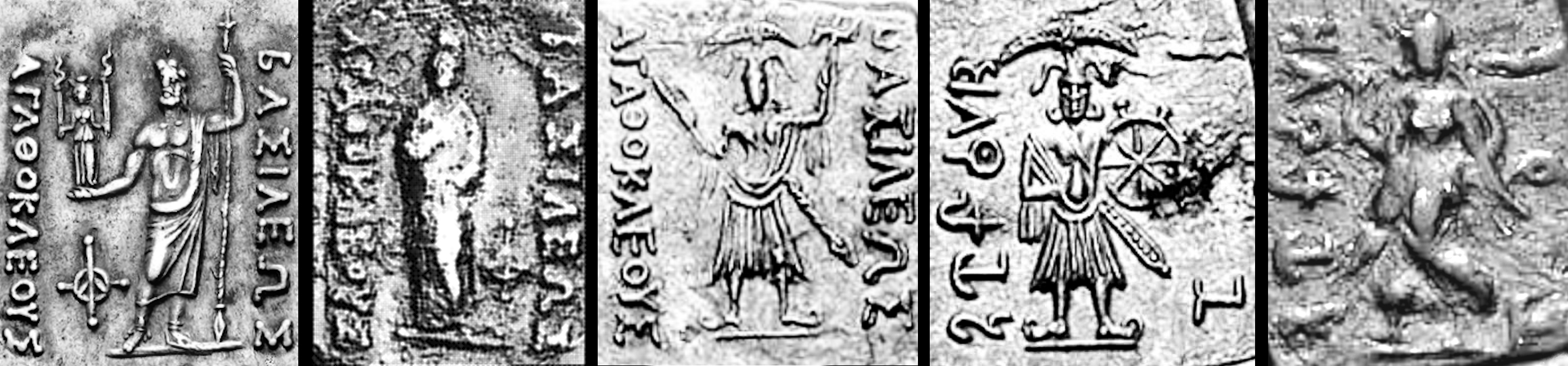
La coniazione di Agatocle (circa 180 a.C.) utilizzava l'alfabeto Brahmi e le figure di divinità indiane, ritenute essere Visnù, Shiva, Vasudeva, Balarāma o il Buddha.
1. Zeus in piedi con la dea Ecate. In greco: "Re Agatocle".
2. Divinità raffigurata indossando un lungo himation, il braccio parzialmente piegato, in una posizione chiastica. In greco: "Re Agatocle". Questa moneta è in bronzo.
3. Divinità hindu Balarāma-Samkarshana. In greco: "Re Agatocle".
4. Divinità hindu Vasudeva-Krishna. In brahmi: “Rajane Agathukleyasa”, "Re Agatocle".
5. La dea Lakshmi, mentre reca un fiore di loto nella mano destra. Brahmi: “Rajane Agathukleyasa”, "Re Agatocle".

Allo stesso tempo, Agatocle produsse una interessante coniazione bilingue, recante sibolismo di tipo buddista ed induista. Le monete, prodotte secondo le caratteristiche indiane, utilizzano alternativamente l'alfabeto Brahmi, l'alfabeto greco o il Kharoshthi (per la prima volta nel mondo ellenico) e mostrano simbologie provenienti da varie religioni. Questi elementi evidenziano l'intento di accontentare gruppi di diverse culture e religioni, in una maniera che non ha eguali tra i successori di Agatocle. L'intento pacificatore di queste misure può essere considerato come un aspetto del processo di costruzione del consenso e della legittimazione da parte dei primi re indo-greci presso la popolazione autoctona.

### Coniazione buddista
La coniazione buddista di Agatocle è di tipo classico indiano (monete quadrate o rotonde in rame) e raffigura simboli buddisti quali lo stupa, l'albero o il leone. Queste monete utilizzano talvolta alfabeto Brahmi, alcune volte Kharoshthi, laddove i re indo-greci posteriori utilizzarono solamente il Kharoshthi. Lakshmi, la dea dell'abbondanza e della fortuna per gli hindu e i primi buddisti, compare in numerose monete di questa coniazione.

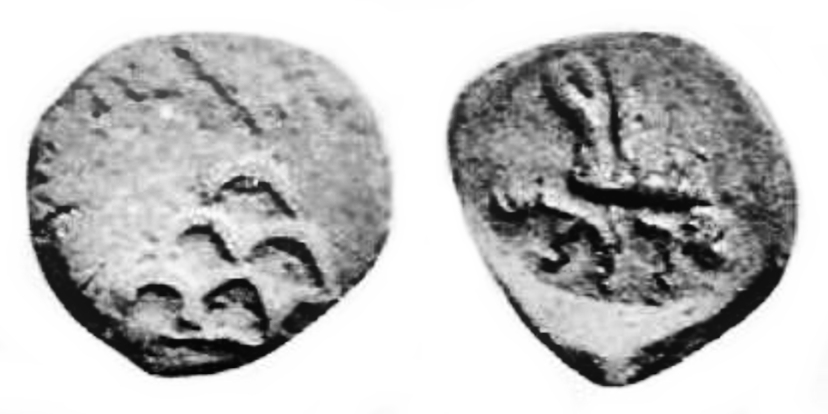
Moneta buddista di Agatocle, con stupa o collina a balze sovrastata da una stella e un simbolo vegetale.
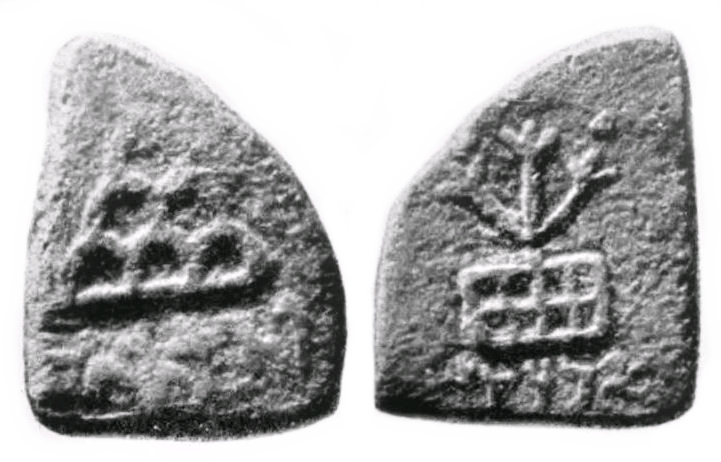
Stupa o collina a balze sovrastata da una stella. Legenda in Kharoshthi  Akathukreyasa ("Agatocle").  Albero, legenda in Kharoshthi Hirañasame.
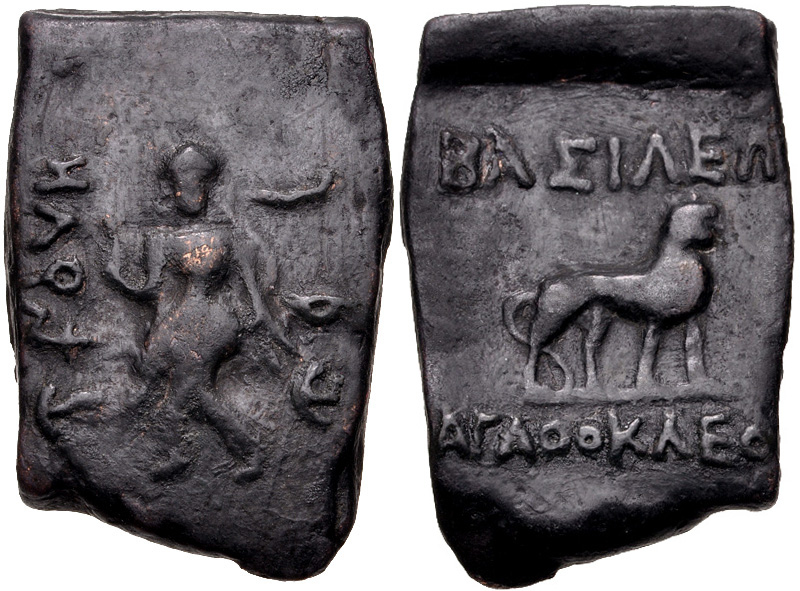
Moneta di Agatocle. Dritto Rajaye Agathukleya in alfabeto Brahmi.
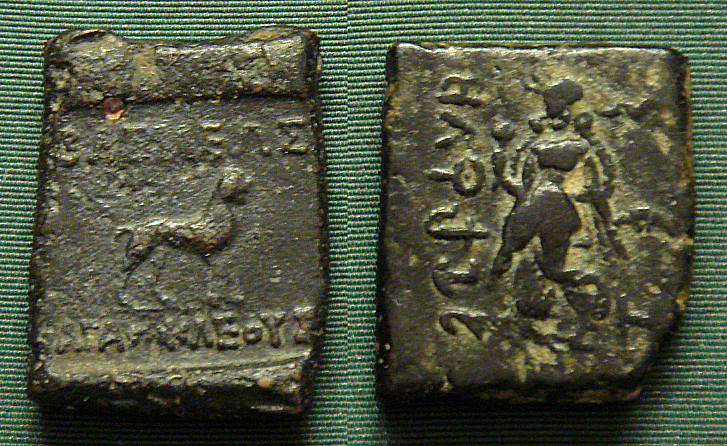
Moneta di Agatocle. Dritto Leone con legenda in greco ΒΑΣΙΛΕΩΣ ΑΓΑΘΟΚΛΕΟΥΣ. Rovescio Lakshmi con legenda in Brahmi Rajane Agathukleyasa, "Re Agatocle".

### Coniazione induista

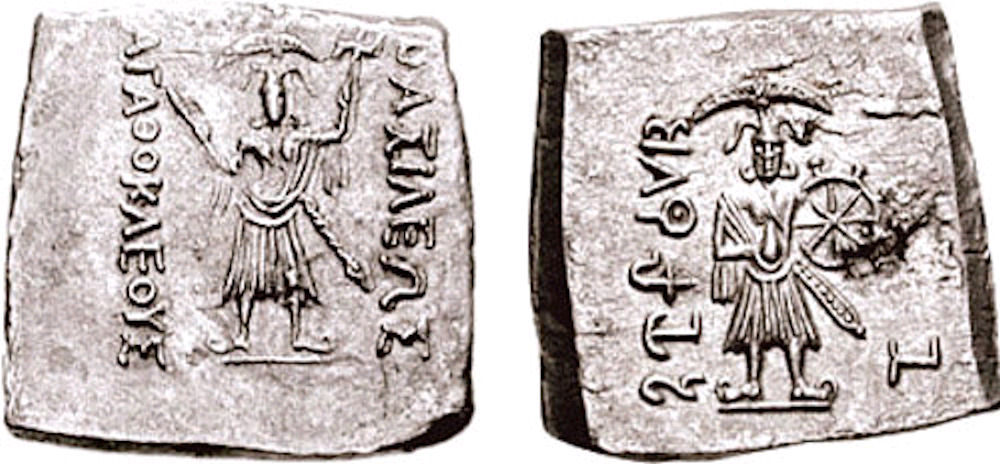
Moneta di Agatocle con divinità induiste.
Dritto Balarāma-Samkarshana con legenda in greco ΒΑΣΙΛΕΩΣ ΑΓΑΘΟΚΛΕΟΥΣ (Basileōs Agathokleous).
Rovescio Vasudeva-Krishna con legenda in Brahmi Rajane Agathukleyesa, "Re Agatocle".

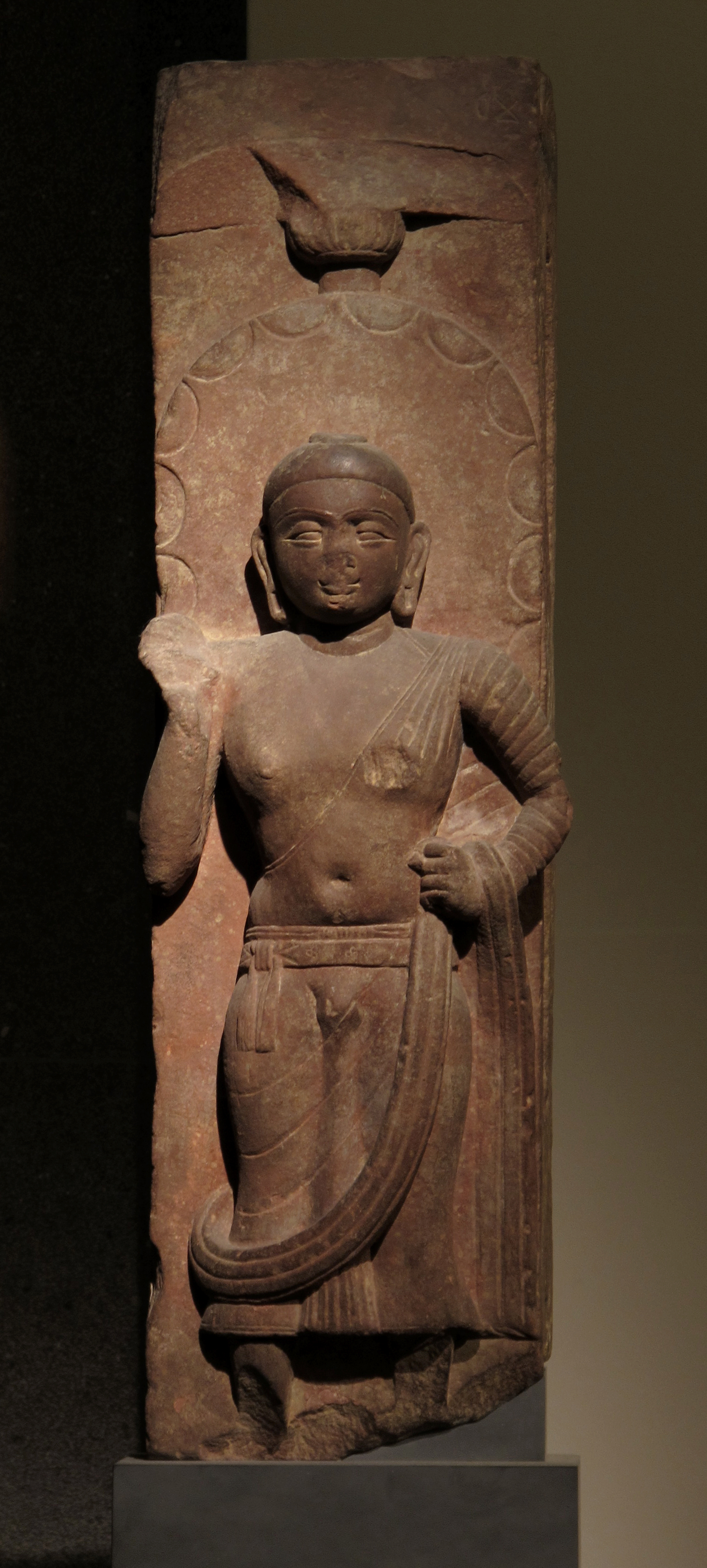
Statua di un Bodhisattva che presenta somiglianze con la figura utilizzata nelle monete.

Le monete induiste di Agatocle sono poche ma di indubbio interesse. Sei dracme, raffiguranti divinità indiane e prodotte secondo le consuetudini indiane, vennero scoperte a Ai-Khanoum nel 1970. Queste monete, scoperte il 3 ottobre del 1970 erano in un contenitore rinvenuto nell'area amministrativa della città greco-battriana di Ai-Khanoum, sono ritenute un elemento chiave per la comprendere l'evoluzione delle rappresentazioni vaiṣṇavá in India.

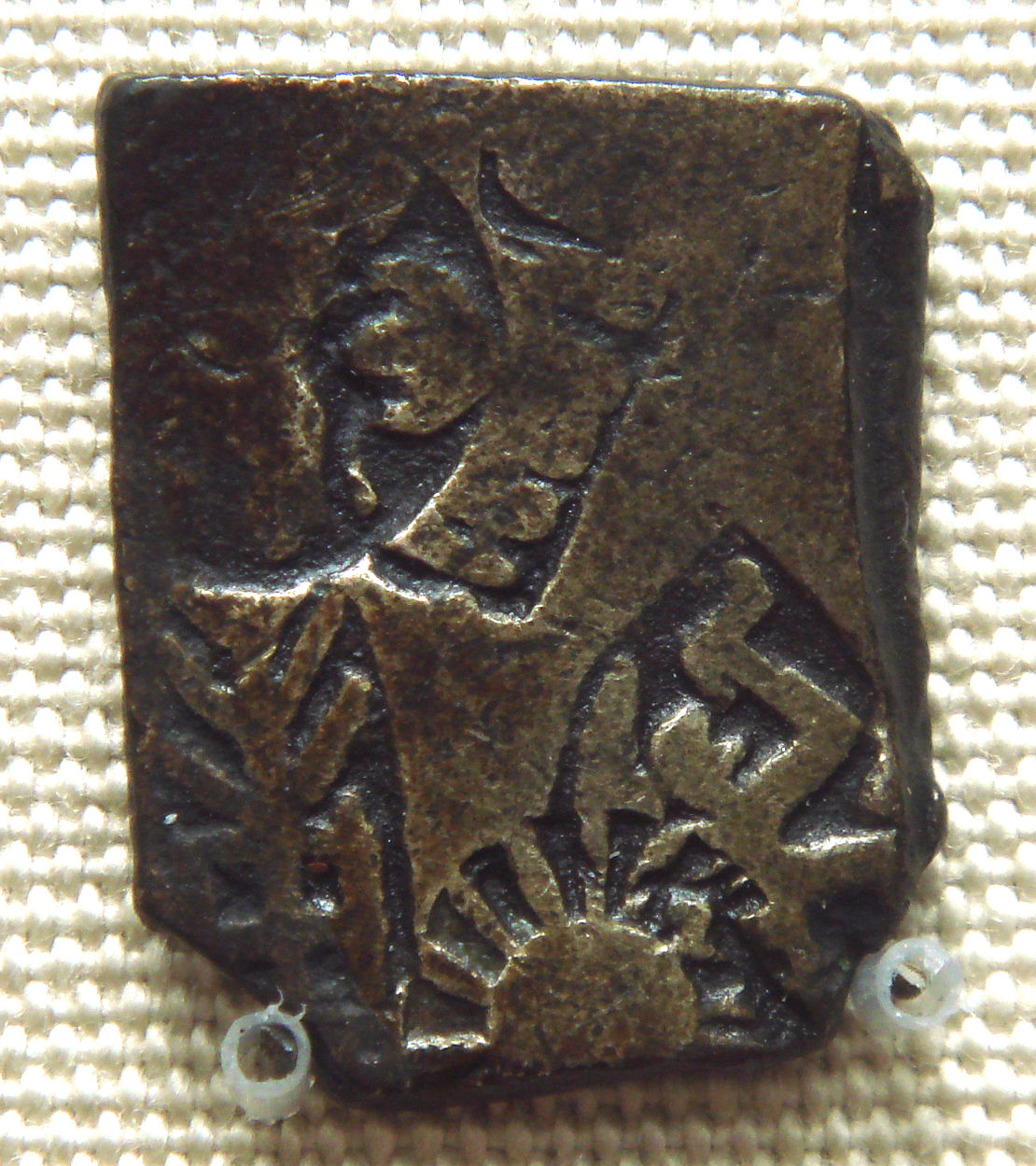
Rappresentazione arcaica di Balarāma nella parte inferiore destra di una moneta punzonata dell'impero Maurya. Balarama reca una mazza e una conchiglia; III secolo a.C., British Museum.

Queste sembrano essere le prime rappresentazioni note di divinità del Rigveda su delle monete. Esse mostrano avatar di Visnù: Balarāma-Sankarshana con i suoi attributi ovvero la mazza (gada) e l'aratro; Vasudeva-Krishna con gli attributi di Visnù, ovvero lo Shankha (conchiglia rituale) e lo Sudarshana Chakra (arma a forma di disco). Secondo Bopearachchi, il copricapo potrebbe essere una erronea rappresentazione di un manico sormontato da un parasole a mezzaluna (chatra), presente in raffigurazioni successive di Bodhisattva a Mathura. Si ritiene che sculture o immagini oggi scomparse siano servite da modello per gli incisori.
La postura frontale di queste divinità è del tutto non comune se paragonata alla consueta raffigurazione delle divinità sulle monete greche, di solito mostrate a tre quarti. La posizione laterale dei piedi è caratteristica delle prime monete indiane, come mostrano gli stupa di Bharhut o Sanchi. Ciò ha condotto gli specialisti a ritenere che tali immagini siano il prodotto di incisori indiani, che utilizzarono stilemi dell'arte indiana arcaica.
Le figure femminili danzanti presenti su alcune monete di Agatocle e Pantaleone sono associabili alla divinità Lakshmi, consorte di Vishnu, ritenuta dai buddisti la dea dell'abbondanza o a Subhadra, sorella di Krishna e Balarama. Essa è inoltre presente nella coniazione post-maurya di Gandhara, su una moneta di Taxila ritenuta essere stata coniata da Demetrio I in seguito alla sua invasione.
Le monete di Ai-Khanoum sono una preziosa indicazione delle forme assunte dal culto Bhagavata e dal Vaisnavismo nell'India arcaica e mostrano che tale culto era già diffuso nell'area di Gandhara nel II secolo a.C. La prima iscrizione nota associata al culto Bhagavata venne anch'essa realizzata da un indo-greco, un ambasciatore di re Antialcida, che scrisse una messaggio votivo sul cosiddetto pilastro di Eliodoro nel II secolo a.C.
Questa popolarità subì un drastico declino quando l'imperatore kusana Vima Kadphises proclamò sulle sue monete, battute nel I secolo a.C., il culto di Shiva.

### Decifrazione del testo Brahmi

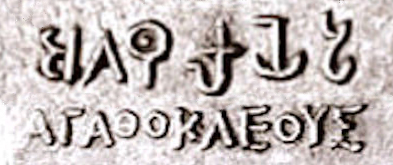
Nomi regali identici Agathuklayesa (in Brahmi) e Agathokles (in greco ΑΓΑΘΟΚΛΕΟΥΣ) su una moneta bilingue di Agatocle, utilizzata da Christian Lassen per decifrare in maniera affidabile le prime lettere dell'alfabeto Brahmi.

A partire dal 1834, diversi tentativi vennero fatti per decifrare la scrittura Brahmi, il principale alfabeto utilizzato nelle antiche iscrizioni indiane (quali ad es. gli Editti di Aśoka), caduto in disuso nel V secolod.C.. Alcuni tentativi fatti dal Rev. J. Stevenson vennero fatti al fine di identificare testi provenienenti dalle grotte di Karla (risalenti al I secolo a.C.), basandosi sulla similarità dei caratteri utilizzati con la scrittura Gupta dell'iscrizione di Samudragupta presente sulla colonna di Allahabad (IV secolo a.C.) la quale era stata da poco decifrata. Tale metodo condusse ad una traduzione accettabile solo in minima parte, tale da non consentire una decifrazione adeguata del Brahmi.
I primi tentativi coronati da successo si ebbero solo nel 1836 grazie allo studioso norvegese Christian Lassen, il quale si avvalse delle monete bilingui di Agatocle e Pantaleone, identificando correttamente diversi caratteri Brahmi. Tale lavoro venne poi portato a termine da James Prinsep, archeologo, filologo e ufficiale della East India Company, che con l'aiuto di Alexander Cunningham poté infine identificare i caratteri restanti. I risultati vennero pubblicati nel marzo del 1838, corredati da una serie di traduzioni di iscrizioni. Prinsep fu in grado di elaborare, secondo Richard G. Salomon, una versione sostanzialmente perfetta dell'intero alfabeto Brahmi.